# Uncinia tenuis
Uncinia tenuis är en halvgräsart som beskrevs av Eduard Friedrich Poeppig och Carl Sigismund Kunth. Uncinia tenuis ingår i släktet Uncinia och familjen halvgräs. Inga underarter finns listade i Catalogue of Life.